# Gornja Bistra
Gornja Bistra je naselje u općini Bistra, Zagrebačka županija. Površina naselja iznosi 20,25 km2. Prema popisu stanovništva iz 2021. godine u naselju živi 1.671 stanovnik.
U Gornjoj Bistri nalazi se barokni dvorac obitelji Oršić kojega je od 1770. do 1773. godine izgradio umirovljeni general Krsto II Oršić Slavetički, prisjednik Banskog stola i veliki župan Zagrebačke županije. Danas se u baroknom dvorcu i njegovom perivoju nalazi Specijalna bolnica za kronične bolesti dječje dobi. Prilazna ulica prema bolnici popločana je i posvećena svim donatorima u suradnji s udrugom "Vrt plavih ruža". U znak zahvalnosti svaki donator dobio je ploču zahvalnicu s vlastitim imenom.
U Gornjoj Bistri nalazi se sljemenska skijaška staza gdje se svake godine od 2005. održava svjetski skijaški kup u kojoj se odabiru "Snježna kraljica" i "Snježni kralj".
Gornja Bistra zemljopisno pripada Parku prirode Medvednica. Od spomenika kulture nalazimo Dvorac Oršić i njegov perivoj, a unutar dvorca nalazi se kapelski sakralni objekt - Kapela svetog Josipa. 
U Gornjoj Bistri nalazi se Spomenik poginulim braniteljima bistranskog kraja u obliku velikog hrvatskog šahiranog grba.
Na području općine Bistra djeluju mnoge udruge i društva, a na području Gornje Bistre nalazimo KUD Bistra. Od sportskih društva i klubova nalazimo Malonogometni klub "Gorbi" i Skijaški klub "Bistra". Tu se nalazi i Područna osnovna škola Gornja Bistra.
Za potrebe rekreacije, u Gornjoj Bistri nalaze se 4 dječja igrališta te jedna teretana na otvorenom.
Svake godine održavaju se "Dani Bistre" kod Društvenog doma i kamenoloma, a najposjećenije atrakcije su Bistranska čušpajzijada, Zvuci Tamburice - festival tamburaške glazbe, Malonogometni turnir naselja "Bistransko Podgorje", Turnir u velikom nogometu "Turnir sela bistranskog podneblja", Međužupanijski rukometni turnir, Utrka u trčanju i vožnja biciklom, Turnir u Akrobatskom Rock'n'Rollu, Županijske vježbe civilne zaštite u suradnji s DVD Bistra, MOTO susret te koncerti poput Prljavog kazališta, Psihomodopopa, Zabranjenog pušenja, Opće opasnosti i dr.
Zahvaljujući Europskim strukturnim i investicijskim fondovima u naselju se izgradilo i potpuno opremilo novo reciklažno dvorište, upotpunila se komunalna struktura - obnovio se općinski vodovod, uvedena je kanalizacijska mreža te je napravljena potpuna rekonstrukcija infrastrukture - obnovljen kolnik, nogostup, izvedena je oborinska odvodnja te se hortikulturno uredio okoliš.
Na području naselja Gornje Bistre prometuje ZET, a uvedena je i 5G mreža.

## Stanovništvo
| broj stanovnika | 495   | 553   | 640   | 752   | 923   | 1088  | 1075  | 1183  | 1392  | 1409  | 1412  | 1329  | 1420  | 1569  | 1629  | 1836  | 1671  |
|                 | 1857. | 1869. | 1880. | 1890. | 1900. | 1910. | 1921. | 1931. | 1948. | 1953. | 1961. | 1971. | 1981. | 1991. | 2001. | 2011. | 2021. |